# Хагнау-ам-Бодензе
Хагнау-ам-Бодензе (нем. Hagnau am Bodensee) — община в Германии, в земле Баден-Вюртемберг. 
Подчиняется административному округу Тюбинген. Входит в состав района Боденское озеро.  Население составляет 1450 человек (на 31 декабря 2010 года). Занимает площадь 2,93 км².